# Once More, My Darling
Once More, My Darling é um filme norte-americano de 1949, do gênero comédia, dirigido por Robert Montgomery e estrelado por Robert Montgomery e Ann Blyth.

## Sinopse
Collie Laing, advogado e ex-astro de cinema, é pressionado pelo Exército a cortejar a bela herdeira 	
Marita Connell, com o fim de descobrir quem deu a ela algumas joias roubadas pelo nazistas durante a Guerra. Bastam vinte e quatro horas para os dois se apaixonarem e fugirem para Las Vegas, o que dá ensejo a uma frenética perseguição instigada pelo preocupado pai dela.

## Premiações
| Patrocinador                                  | Prêmio | Categoria             | Situação |
| --------------------------------------------- | ------ | --------------------- | -------- |
| Academia de Artes e Ciências Cinematográficas | Oscar  | Melhor Mixagem de Som | Indicado |

## Elenco
| Ator/Atriz        | Personagem          |
| ----------------- | ------------------- |
| Robert Montgomery | Collie Laing        |
| Ann Blyth         | Marita Connell      |
| Jane Cowl         | Senhora Laing       |
| Charles Mcgraw    | Herman Schmelz      |
| Taylor Holmes     | Jed Connell         |
| Roland Winters    | Coronel Head        |
| Steven Geray      | Kalzac              |
| John Ridgely      | Burke               |
| Lillian Randolph  | Mamie               |
| Maurice Cass      | Doutor Grasser      |
| Don Beddoe        | Juiz Fraser         |
| Wilton Graff      | Senhor Frobisher    |
| Sally Corner      | Senhora Frobisher   |
| Dee J. Thompson   | Mary Jane Frobisher |

## Literatura
- Albagli, Fernando (1988). Tudo Sobre o Oscar. Rio de Janeiro: EBAL. ISBN 8527200155
- Filho, Rubens Ewald (2003). O Oscar e Eu. São Paulo: Companhia Editora Nacional. ISBN 8504006069
- Maltin, Leonard (2010). Classic Movie Guide, segunda edição (em inglês). Nova Iorque: Plume. ISBN 9780452295773